# Killers on the Loose Tour
Killers on the Loose Tour – dwunasta trasa koncertowa poznańskiego zespołu Acid Drinkers, która odbyła się w listopadzie 2006 roku w 11 miastach Polski. Trasa o tej nazwie miała odbyć się w roku 1994 z gitarzystą Proletaryatu – Jarosławem "Siemionem" Siemienowiczem (Litza w tym czasie przebywał w szpitalu), lecz nie doszła wówczas do skutku.

## Koncerty
- 2 XI Wrocław
- 3 XI Bielsko-Biała
- 4 XI Kraków
- 5 XI Rzeszów
- 9 XI Poznań
- 10 XI Lubin
- 11 XI Rawicz
- 16 XI Ostrołęka
- 17 XI Płońsk
- 18 XI Warszawa
- 24 XI Siedlce (odwołany)

## Muzycy
- Titus
- Popcorn
- Ślimak
- Olass